# اچ‌دی ۸۲۹۴۳
اچ‌دی ۸۲۹۴۳ یک ستاره است که در صورت فلکی مار باریک قرار دارد.